# Sekai no chūshin wa Ōsaka ya ~Namba jichiku~
Sekai no chūshin wa Ōsaka ya ~Namba jichiku~ (jap. 世界の中心は大阪や 〜なんば自治区〜) – drugi oryginalny album japońskiego zespołu NMB48, wydany w Japonii 13 sierpnia 2014 roku przez laugh out loud records.
Album został wydany w czterech edycjach: trzech CD+DVD (Type N, Type M, Type B) oraz „teatralnej” (CD). Album osiągnął 1 pozycję w rankingu Oricon i pozostał na liście przez 23 tygodnie, sprzedał się w nakładzie 399 721 egzemplarzy. Zdobył status platynowej płyty.

## Lista utworów
Wszystkie utwory zostały napisane przez Yasushiego Akimoto.

### Type N
| CD  | CD | CD                   | CD                   | CD      |
| Nr  | Tytuł utworu                                                                                             | Kompozycja           | Aranżacja            | Długość |
| --- | --- | -------------------- | -------------------- | ------- |
| 1.  | „Ibiza Girl” (jap. イビサガール)                                                                         | Takafumi Fujino      | Ikuta Machine        | 4:08    |
| 2.  | „Bokura no Eureka” (jap. 僕らのユリイカ)                                                                 | Kyō Takada           | Ikuta Machine        | 4:10    |
| 3.  | „Kamonegix” (jap. カモネギックス)                                                                        | Yoshimasa Inoue      | Yoshimasa Inoue      | 4:17    |
| 4.  | „Takane no ringo” (jap. 高嶺の林檎)                                                                      | Shunsuke Tanaka      | Seiji Mutō           | 4:38    |
| 5.  | „„Seito techō no shashin wa ki ni haitteinai” no hōsoku” (jap. “生徒手帳の写真は気に入っていない”の法則) | Kentarō Ishii        | Kentarō Ishii        | 4:58    |
| 6.  | „Densha o oriru” (jap. 電車を降りる) (wyk. Team N)                                                       | Atsushi Watanabe     | Atsushi Watanabe     | 5:05    |
| 7.  | „Okuba” (jap. 奥歯?) (wyk. Shirogumi)                                                                    | Katsuhiko Yamamoto   | Shimizu Teppei       | 5:39    |
| 8.  | „Doshaburi no seishun no naka de” (jap. どしゃぶりの青春の中で) (wyk. Shirogumi)                         | Shinji Watanabe      | Ikuta Machine        | 4:33    |
| 9.  | „Prom no koibito” (jap. プロムの恋人) (wyk. Shirogumi)                                                   | Masazumi Ozawa       | Makoto Wakatabe      | 4:37    |
| 10. | „Dakishimetai kedo” (jap. 抱きしめたいけど) (wyk. Sayaka Yamamoto)                                       | in the Tz            | Yūichi "Masa" Nonaka | 4:18    |
| 11. | „Isshūkan, zenbu ga getsuyōbi nara ii no ni...” (jap. 一週間、全部が月曜日ならいいのに…)                 | Toshihiko Takamizawa | Ikuta Machine        | 4:29    |
| 12. | „Sunglasses to uchiakebanashi” (jap. サングラスと打ち明け話) (wyk. Kenkyūsei)                            | KOUTAPAI             | Seiji Mutō           | 4:37    |
| 13. | „Toki wa katari hajimeru” (jap. 時間は語り始める)                                                        | Takafumi Fujino      | Yūichi "Masa" Nonaka | 3:56    |
| 14. | „Kamonegix <Remo-Con REMIX>” (jap. カモネギックス<Remo-Con REMIX>)                                       | Yoshimasa Inoue      | Yoshimasa Inoue      | 5:10    |
| 15. | „Kimi to deatte boku wa kawatta!” (jap. 君と出会って僕は変わった)                                        | Yū Nonaka            | Makoto Wakatabe      | 4:20    |

| DVD (DISC A) | DVD (DISC A) | DVD (DISC A) |
| Nr           | Tytuł utworu | Długość      |
| ------------ | --- | ------------ |
| 1.           | „Ibiza Girl” (jap. イビサガール) (Music Video)                                                                                   |              |
| 2.           | „Ibiza Girl” (jap. イビサガール) (Music Video Dancing Version)                                                                   |              |
| 3.           | „Densha o oriru” (jap. 電車を降りる) (Music Video)                                                                               |              |
| 4.           | „Ibiza Girl tokuten eizō ~Kotani Riho ga Skydiving ni chōsen!~” (jap. イビサガール特典映像〜小谷里歩がスカイダイビングに挑戦!〜) |              |
| 5.           | „„Koko ni datte tenshi wa iru” Kōen/Team N -2014.3.25-” (jap. 「ここにだって天使はいる」公演/Team N -2014.3.25-)                 |              |

| DVD (DISC B) | DVD (DISC B) | DVD (DISC B) |
| Nr           | Tytuł utworu | Długość      |
| ------------ | --- | ------------ |
| 1.           | „NMB48 Request Hour Setlist Best 50 2014 (50~34)” (jap. NMB48リクエストアワー セットリストベスト50 2014（50位〜34位）) |              |
| 2.           | „Tokuten eizō 1 „Oshaberi-gumi 2” <Zenpen>” (jap. 特典映像1 「おしゃべり組2」 <前編>)                                  |              |
| 3.           | „Tokuten eizō 2 Hajimete no burari 1-ri tabi <Ōta Yūri-hen>” (jap. 特典映像2 はじめてのぶらり1人旅 <太田夢莉 編>)      |              |

### Type M
| CD  | CD | CD                   | CD                   | CD      |
| Nr  | Tytuł utworu | Kompozycja           | Aranżacja            | Długość |
| --- | --- | -------------------- | -------------------- | ------- |
| 1.  | „Ibiza Girl” (jap. イビサガール)                                                                                     | Takafumi Fujino      | Ikuta Machine        | 4:08    |
| 2.  | „Bokura no Eureka” (jap. 僕らのユリイカ)                                                                             | Kyō Takada           | Ikuta Machine        | 4:10    |
| 3.  | „Kamonegix” (jap. カモネギックス)                                                                                    | Yoshimasa Inoue      | Yoshimasa Inoue      | 4:17    |
| 4.  | „Takane no ringo” (jap. 高嶺の林檎)                                                                                  | Shunsuke Tanaka      | Seiji Mutō           | 4:38    |
| 5.  | „„Seito techō no shashin wa ki ni haitteinai” no hōsoku” (jap. “生徒手帳の写真は気に入っていない”の法則)             | Kentarō Ishii        | Kentarō Ishii        | 4:58    |
| 6.  | „Natsu no saiminjutsu” (jap. 夏の催眠術) (wyk. Team M)                                                               | Yūsuke Itagaki       | Yūsuke Itagaki       | 4:14    |
| 7.  | „Hinadan de wa boku no miryoku wa ikinainda” (jap. ひな壇では僕の魅力は生きないんだ?) (wyk. Namba Teppōtai Sono San) | Yuki Kimura          | Takeshi Masuda       | 3:50    |
| 8.  | „Omowase kōsen” (jap. 思わせ光線) (wyk. Akagumi)                                                                     | Kazunori Watanabe    | Kazunori Watanabe    | 3:53    |
| 9.  | „Yama e yukō” (jap. 山へ行こう) (wyk. Namba Teppoutai Sono Go)                                                       | chalaza              | Yūichi "Masa" Nonaka | 4:51    |
| 10. | „Peak” (jap. ピーク)                                                                                                 | Shinya Sumida        | Makoto Wakatabe      | 4:34    |
| 11. | „Isshūkan, zenbu ga getsuyōbi nara ii no ni...” (jap. 一週間、全部が月曜日ならいいのに…)                             | Toshihiko Takamizawa | Ikuta Machine        | 4:29    |
| 12. | „Sunglasses to uchiakebanashi” (jap. サングラスと打ち明け話) (wyk. Kenkyūsei)                                        | KOUTAPAI             | Seiji Mutō           | 4:37    |
| 13. | „Toki wa katari hajimeru” (jap. 時間は語り始める)                                                                    | Takafumi Fujino      | Yūichi "Masa" Nonaka | 3:56    |
| 14. | „Kamonegix <Remo-Con REMIX>” (jap. カモネギックス<Remo-Con REMIX>)                                                   | Yoshimasa Inoue      | Yoshimasa Inoue      | 5:10    |
| 15. | „Kimi to deatte boku wa kawatta!” (jap. 君と出会って僕は変わった)                                                    | Yū Nonaka            | Makoto Wakatabe      | 4:20    |

| DVD (DISC A) | DVD (DISC A) | DVD (DISC A) |
| Nr           | Tytuł utworu | Długość      |
| ------------ | --- | ------------ |
| 1.           | „Ibiza Girl” (jap. イビサガール) (Music Video)                                                                                   |              |
| 2.           | „Ibiza Girl” (jap. イビサガール) (Music Video Dancing Version)                                                                   |              |
| 3.           | „Natsu no saiminjutsu” (jap. 夏の催眠術) (Music Video)                                                                           |              |
| 4.           | „Ibiza Girl tokuten eizō ~Kotani Riho ga Skydiving ni chōsen!~” (jap. イビサガール特典映像〜小谷里歩がスカイダイビングに挑戦!〜) |              |
| 5.           | „„Idol no yoake” Kōen/Team M -2014.4.1-” (jap. 「アイドルの夜明け」公演/Team M -2014.4.1-)                                       |              |

| DVD (DISC B) | DVD (DISC B) | DVD (DISC B) |
| Nr           | Tytuł utworu | Długość      |
| ------------ | --- | ------------ |
| 1.           | „NMB48 Request Hour Setlist Best 50 2014 (33~17)” (jap. NMB48リクエストアワー セットリストベスト50 2014（33位〜17位）) |              |
| 2.           | „Tokuten eizō 1 „Oshaberi-gumi 2” <Kōhen>” (jap. 特典映像1 「おしゃべり組2」 <後編>)                                   |              |
| 3.           | „Tokuten eizō 2 Hajimete no burari 1-ri tabi <Shiroma Miru-hen>” (jap. 特典映像2 はじめてのぶらり1人旅 <白間美瑠 編>)  |              |

### Type B
| CD  | CD | CD                   | CD                   | CD      |
| Nr  | Tytuł utworu                                                                                             | Kompozycja           | Aranżacja            | Długość |
| --- | --- | -------------------- | -------------------- | ------- |
| 1.  | „Ibiza Girl” (jap. イビサガール)                                                                         | Takafumi Fujino      | Ikuta Machine        | 4:08    |
| 2.  | „Bokura no Eureka” (jap. 僕らのユリイカ)                                                                 | Kyō Takada           | Ikuta Machine        | 4:10    |
| 3.  | „Kamonegix” (jap. カモネギックス)                                                                        | Yoshimasa Inoue      | Yoshimasa Inoue      | 4:17    |
| 4.  | „Takane no ringo” (jap. 高嶺の林檎)                                                                      | Shunsuke Tanaka      | Seiji Mutō           | 4:38    |
| 5.  | „„Seito techō no shashin wa ki ni haitteinai” no hōsoku” (jap. “生徒手帳の写真は気に入っていない”の法則) | Kentarō Ishii        | Kentarō Ishii        | 4:58    |
| 6.  | „Kimi ni yarareta” (jap. 君にヤラレタ) (wyk. Team BII)                                                   | Yuichirō Ibi         | Yūichi "Masa" Nonaka | 3:55    |
| 7.  | „Mō hadashi ni hanarenai” (jap. もう裸足にはなれない) (wyk. Namba Teppōtai Sono Yon)                     | Takashi Fukuda       | Hiroshi Sasaki       | 3:49    |
| 8.  | „Yaban na Soft Cream” (jap. 野蛮なソフトクリーム) (wyk. Akagumi)                                         | Tetsuhisa Yorimitsu  | Tetsuhisa Yorimitsu  | 4:27    |
| 9.  | „Mizukiri” (jap. 水切り) (wyk. Akagumi)                                                                  | Yoshiyasu Ōgami      | Yūichi "Masa" Nonaka | 4:11    |
| 10. | „Heart no dokusenken” (jap. (ハートの独占権) (wyk. Yuki Kashiwagi, Miyuki Watanabe)                      | Takeshi Masuda       | Takeshi Masuda       | 4:20    |
| 11. | „Isshūkan, zenbu ga getsuyōbi nara ii no ni...” (jap. 一週間、全部が月曜日ならいいのに…)                 | Toshihiko Takamizawa | Ikuta Machine        | 4:29    |
| 12. | „Sunglasses to uchiakebanashi” (jap. サングラスと打ち明け話) (wyk. Kenkyūsei)                            | KOUTAPAI             | Seiji Mutō           | 4:37    |
| 13. | „Toki wa katari hajimeru” (jap. 時間は語り始める)                                                        | Takafumi Fujino      | Yūichi "Masa" Nonaka | 3:56    |
| 14. | „Kamonegix <Remo-Con REMIX>” (jap. カモネギックス<Remo-Con REMIX>)                                       | Yoshimasa Inoue      | Yoshimasa Inoue      | 5:10    |
| 15. | „Kimi to deatte boku wa kawatta!” (jap. 君と出会って僕は変わった)                                        | Yū Nonaka            | Makoto Wakatabe      | 4:20    |

| DVD (DISC A) | DVD (DISC A) | DVD (DISC A) |
| Nr           | Tytuł utworu | Długość      |
| ------------ | --- | ------------ |
| 1.           | „Ibiza Girl” (jap. イビサガール) (Music Video)                                                                                   |              |
| 2.           | „Ibiza Girl” (jap. イビサガール) (Music Video Dancing Version)                                                                   |              |
| 3.           | „Kimi ni yarareta” (jap. 君にヤラレタ) (Music Video)                                                                             |              |
| 4.           | „Ibiza Girl tokuten eizō ~Kotani Riho ga Skydiving ni chōsen!~” (jap. イビサガール特典映像〜小谷里歩がスカイダイビングに挑戦!〜) |              |
| 5.           | „„Tadaima ren'ai-chū” Kōen/Team BII -2014.3.24-” (jap. 「ただいま恋愛中」公演/Team BII -2014.3.24-)                              |              |

| DVD (DISC B) | DVD (DISC B) | DVD (DISC B) |
| Nr           | Tytuł utworu | Długość      |
| ------------ | --- | ------------ |
| 1.           | „NMB48 Request Hour Setlist Best 50 2014 (16~1)” (jap. NMB48リクエストアワー セットリストベスト50 2014（16位〜1位）) |              |
| 2.           | „NMB48 feat. Yoshimoto Shinkigeki Vol.9” (jap. NMB48 feat.吉本新喜劇 Vol.9)                                          |              |

### Edycja teatralna
| CD  | CD | CD                   | CD                   | CD      |
| Nr  | Tytuł utworu                                                                                             | Kompozycja           | Aranżacja            | Długość |
| --- | --- | -------------------- | -------------------- | ------- |
| 1.  | „Ibiza Girl” (jap. イビサガール)                                                                         | Takafumi Fujino      | Ikuta Machine        | 4:08    |
| 2.  | „Bokura no Eureka” (jap. 僕らのユリイカ)                                                                 | Kyō Takada           | Ikuta Machine        | 4:10    |
| 3.  | „Kamonegix” (jap. カモネギックス)                                                                        | Yoshimasa Inoue      | Yoshimasa Inoue      | 4:17    |
| 4.  | „Takane no ringo” (jap. 高嶺の林檎)                                                                      | Shunsuke Tanaka      | Seiji Mutō           | 4:38    |
| 5.  | „„Seito techō no shashin wa ki ni haitteinai” no hōsoku” (jap. “生徒手帳の写真は気に入っていない”の法則) | Kentarō Ishii        | Kentarō Ishii        | 4:58    |
| 6.  | „Sōzō no shijin” (jap. 想像の詩人) (wyk. Kenkyūsei)                                                      | Manabu Marutani      | Yūsuke Itagaki       | 6:10    |
| 7.  | „Todokanasō de todoku mono” (jap. 届かなそうで届くもの)                                                  | Takamitsu Shimazaki  | Hiroshi Sasaki       | 3:56    |
| 8.  | „Sunglasses to uchiakebanashi” (jap. サングラスと打ち明け話) (wyk. Kenkyūsei)                            | KOUTAPAI             | Seiji Mutō           | 4:37    |
| 9.  | „Kasa wa iranai” (jap. 傘はいらない)                                                                     | Tōru Irie            | Yūichi "Masa" Nonaka | 4:14    |
| 10. | „Toki wa katari hajimeru” (jap. 時間は語り始める)                                                        | Takafumi Fujino      | Yūichi "Masa" Nonaka | 3:56    |
| 11. | „Isshūkan, zenbu ga getsuyōbi nara ii no ni...” (jap. 一週間、全部が月曜日ならいいのに…)                 | Toshihiko Takamizawa | Ikuta Machine        | 4:29    |
| 12. | „Sayanee” (jap. さや姉)                                                                                  | Hiroshi Sasaki       | Hiroshi Sasaki       | 5:28    |
| 13. | „Kamonegix <Remo-Con REMIX>” (jap. カモネギックス<Remo-Con REMIX>)                                       | Yoshimasa Inoue      | Yoshimasa Inoue      | 5:10    |
| 14. | „Kimi to deatte boku wa kawatta!” (jap. 君と出会って僕は変わった)                                        | Yū Nonaka            | Makoto Wakatabe      | 4:20    |